# Parsec
Parsec (viết tắt pc) là đơn vị dài dùng trong thiên văn học, là thị sai của một giây cung.
Đây là đơn vị xuất phát từ phương pháp hình học thị sai, được sử dụng lâu đời và thường dùng nhất để xác định khoảng cách các sao. Góc nhìn từ sao lên bán kính trung bình của quỹ đạo Trái Đất bay quanh Mặt Trời (1 AU) là thị sai, từ đó parsec được định nghĩa là khoảng cách từ Trái Đất đến sao khi thị sai ngôi sao là một giây.
Tổng quát hơn, parsec là khoảng cách mà từ đó ta nhìn thấy hai vật thể cách nhau 1 AU dưới góc 1 giây cung. Như vậy các giá trị tương ứng của nó là:
{\displaystyle {\frac {360\cdot 60\cdot 60}{2\pi }}\mathrm {~AU} =206~265\mathrm {~AU} =3,085~68\times 10^{16}\mathrm {~m} =3,261~6\mathrm {~ly} } (năm ánh sáng).

Định nghĩa đơn vị parsec. Theo ảnh, nếu gọi khoảng cách giữa thiên thể quan sát cách Mặt Trời là a = 1pc, khoảng cách giữa Mặt Trời và Trái Đất là b = 1 AU, theo định nghĩa thì góc đỉnh là 1″, vậy trong tam giác vuông Mặt Trời – Trái Đất – thiên thể:

Các nhà thiên văn học thường dùng đơn vị parsec thay cho đơn vị năm ánh sáng (ly) ngoài ý nghĩa lịch sử còn để tránh dùng các tham số chuyển đổi khác (như đơn vị thiên văn AU) có thể gây thêm phức tạp cho tính toán.
Việc đo đạc khoảng cách sao trực tiếp được Friedrich Wilhelm Bessel tiến hành vào năm 1838 khi đó ông đo khoảng cách của sao 61 Cygni thuộc chòm Thiên Nga, dựa trên đường kính quỹ đạo Trái Đất quanh Mặt Trời.
Tuy parsec đã được dùng từ lâu, mãi đến 1913 báo chí thiên văn học mới nói đến việc cần thiết phải đặt tên cho đơn vị khoảng cách này. Tác giả bài báo này, ông Frank Watson Dyson đề nghị tên gọi astron, Carl Charier đề nghị siriometer. Kết cục ý kiến của Herbert Hall Turner là parsec đã được chọn(par-allax sec-ond).
Không có một ngôi sao nào có thị sai năm lớn hơn 1″, sao gần nhất Trái Đất là Proxima Centauri có thị sai 0,772″ hay 1,295 pc = 4,225 ly.
Do chuyển động Trái Đất quanh Mặt Trời vô cùng nhỏ so với khoảng cách đến các sao, các giá trị thị sai cũng vô cùng nhỏ. Việc đo đạc khoảng cách bằng thị sai chỉ có độ tin cậy ở các khoảng cách nhỏ hơn 325 ly tương ứng với thị sai 1/100″ hay 100 pc. Để tăng độ tin cậy thị sai, việc đo đạc khoảng cách các thiên thể xa đã được vệ tinh nhân tạo đảm nhiệm. Trong thời gian từ 1989 đến 1993, vệ tinh Hipparcos do ESA phóng vào năm 1989 đã đo thị sai của hơn 100 000 ngôi sao với độ chính xác 0,97/1000″ và đo đạc các khoảng cách khoảng 1000 pc.
NASA có ý định phóng vệ tinh FAME vào năm 2004 nhằm đo thị sai của khoảng 40 triệu sao, nhưng đến năm 2002 NASA ngừng kinh phí cho kế hoạch này. Vệ tinh GAIA của ESA trong dự kiến sẽ được phóng vào mùa hè năm 2012 để đo khoảng cách các sao nằm ở tâm Ngân Hà trong chòm sao Sagittarius cách Trái Đất 8000 pc.

## Các bội số
Các bội số thường dùng của parsec:
- 1 kpc = 103 pc
- 1 Mpc = 106 pc
- 1 Gpc = 109 pc

| Khoảng cách Hệ mặt trời đến tâm Ngân Hà | 0,0081±0,0005 Mpc |
| Đường kính Ngân Hà                      | 0,03 Mpc          |
| Khoảng cách đến thiên hà Andromeda      | 0,779 Mpc         |
| Khoảng cách đến cụm sao Virgo           | 17 Mpc - 22 Mpc   |
| Khoảng cách đến thiên hà RXJ1242-11     | 200 Mpc           |

## Chuyển đổi giữa các đơn vị dài dùng trong thiên văn học
| Đơn vị           | Ký hiệu | Kilômét   | Đơn vị thiên văn | Năm ánh sáng | pc         | kpc        | Mpc        |
| ---------------- | ------- | --------- | ---------------- | ------------ | ---------- | ---------- | ---------- |
| kilômét          | km      | 1         | 6,69.10-9        | 1,06.10-13   | 3,24.10-14 | 3,24.10-17 | 3,24.10-20 |
| đơn vị thiên văn | AU      | 1,49.108  | 1                | 1,58.10-5    | 4,85.10-6  | 4,85.10-9  | 4,85.10-12 |
| năm ánh sáng     | ly      | 9,46.1012 | 6,33.104         | 1            | 3,07.10-1  | 3,07.10-4  | 3,07.10-7  |
| parsec           | pc      | 3,08.1013 | 2,06.105         | 3,26         | 1          | 10-3       | 10-6       |
| kilôparsec       | kpc     | 3,08.1016 | 2,06.108         | 3,26.103     | 103        | 1          | 10-3       |
| mêgaparsec       | Mpc     | 3,08.1019 | 2,06.1011        | 3,26.106     | 106        | 103        | 1          |